# Igreja Matriz de Machico
A Igreja Matriz de Machico localiza-se na ilha da Madeira.

## Fundação
Este templo nasceu por vontade de Branca Teixeira, filha do primeiro Capitão-Donatário Tristão Vaz Teixeira e teve início na fundação da quatrocentista Capela dos Reis Magos (rebaptizada posteriormente de Senhor dos Milagres), remodelada e ampliada na segunda metade do século XV tornando-se a Matriz de Machico - consagrada a N. Sra. da Conceição.

## Características arquitectónicas
A Matriz sofreu várias obras de restauro, as mais significativas realizadas nos séculos XVII e XVIII, sem contudo modificarem o esquema organizativo do templo medieval.
A fachada é marcada por elegante portal gótico em basalto, formado por cinco arquivoltas em ogiva, sustentadas por capitéis naturalistas, seguidos de colunelos assentes em pedestais ornamentados. O portal é encimado por rosácea finamente rendilhada de pétalas entrecruzadas. Na fachada sul abre-se um outro portal, de estrutura semelhante à do principal, mas com arquivoltas e colunelos mais volumosos e menos ornamentados. Diferencia-se também no vão formado por arcos geminados, ligeiramente apontados, assentes em colunas de mármore branco com capitéis coríntios.
Interiormente, o templo de nave única apresenta cobertura aconchada, revestida a caixotões, que enquadram símbolos inscritos em escudos. Na nave foram abertas diversas capelas patrocinadas por vários senhores. A do Santíssimo Sacramento destaca-se pela sua graciosa abóbada de nervuras, com os panos intermédios preenchidos com pinturas do século XVII. Na capela dos primeiros donatários de Machico, dedicada a S. João Baptista, podemos encontrar vestígios da sua primitiva construção na cantaria e brasão.
Os retábulos colaterais formam-se numa composição policroma de um barroco não muito característico. O arco triunfal é composto por três elegantes pilastras adossadas, rematadas por capitéis lavrados sustentando os arcos plenos. A ousia, de vão profundo, é coberta por abóbada de berço ligeiramente rebaixado, pintada com revolteados motivos vegetalistas. Ao centro, um medalhão com a representação de dois anjos sustentando uma coroa de flores. Nos flancos da capela-mor encontra-se o interessante cadeiral, com sobrecéu sobrepujado por tribuna em balaustrada. O pano de fundo é preenchido por excelente retábulo maneirista. Este desenvolve-se a partir de um elevado arco pleno, ladeado por quatro nichos sobrepostos, ostentando figuras de santos, enquadrados por colunas e frontão curvo que encerra pintura circular. Nesta representa-se a Santíssima Trindade envolta por moldura, tratada à maneira de um pórtico.
Ostenta ainda o retábulo uma tábua central pintada e representando a Glorificação da Virgem. Documentação coeva revela os responsáveis pelo trabalho da talha: Manuel Pereira, Domingos Moniz, José Fernandes, Martinho Bettencourt e Inácio Ferreira como entalhadores; Manuel Lima, António Mendes e Miguel Fernandes como mestres carpinteiros.
Possuía este templo duas belíssimas obras doadas pelo rei D. Manuel I, conjuntamente com o mármore das colunas do portal e algumas alfaias litúrgicas de metal nobre, hoje no Museu de Arte Sacra do Funchal. Referimo-nos a uma tábua pintada, onde se representa a Adoração dos Magos, da Escola de Antuérpia, e uma escultura da Virgem com o Menino, dotada de grande expressividade, possivelmente flamenga ou pelo menos sofrendo influência desta escola.